# Yellow (film, 2012)
Pour les articles homonymes, voir Yellow et Yellow (film).

Yellow est un film américain réalisé par Nick Cassavetes et sorti en 2012.

## Fiche technique
- Réalisation : Nick Cassavetes
- Scénario : Nick Cassavetes, Heather Wahlquist
- Photographie : Jeff Cutter
- Musique : Aaron Zigman[1]
- Montage : Jim Flynn
- Durée : 105 minutes
- Dates de sortie: 
  - 8 septembre 2012 (Festival international du film de Toronto)

## Distribution
- Riley Keough : Amanda jeune
- Sienna Miller : Xanne
- David Morse : le psychologue
- Ray Liotta : Afai
- Melanie Griffith : Patsy
- Lucy Punch : Amanda
- Max Thieriot : Nowell jeune
- Elizabeth Daily : tante Netty
- Daveigh Chase : Mary jeune
- Gena Rowlands : Mimi
- Cassandra Jean : Becky
- Brendan Sexton III : Nowell
- Heather Wahlquist : Mary Holmes

## Distinctions
- Meilleur film au Festival du film de Catalina
- Nick Cassavetes nommé au Festival international du film de Tokyo